# Resource Hacker
Resource Hacker (ResHacker или ResHack) — редактор ресурсов; программа, предназначенная для просмотра, извлечения и замены ресурсов в исполняемых файлах формата PE, которые используются в ОС Windows, например .EXE или .DLL.

## Описание
С помощью этой программы можно производить поиск и замену иконок, изображений и текстовых строк в исполняемых файлах. Программа может работать из командной строки.
Автор программы Ангус Джонсон (англ. Angus Johnson) неоднократно заявлял, что не планирует продолжать «развитие программы». Однако 19 ноября 2009 года им была выпущена бета-версия 3.5.2, в которой была добавлена поддержка 64-х битных исполняемых файлов и графических ресурсов в формате PNG. Затем 16 сентября 2011 года программа вновь была обновлена, на этот раз до выпускной версии 3.6.0.92. В ней была добавлена поддержка иконок в формате PNG.